# Convair XFY-1
Convair XFY Pogo – eksperymentalny myśliwiec pionowego startu. Startował z pozycji pionowej stojąc na ogonie. Pogo miał skrzydła typu delta oraz dwa śmigła obracające się w przeciwnych kierunkach (inaczej podczas startu samolot kręciłby się z uwagi na działanie momentu pędu) napędzane przez silnik turbośmigłowy o mocy 5500 KM. Docelowo miał być to wielozadaniowy myśliwiec zdolny do startu z małych statków.

## Historia
Po zakończeniu II wojny światowej zaostrzająca się zimna wojna pobudziła armię amerykańską do rozwoju technologii pionowego startu. W maju 1951 Convair i Lockheed podpisały kontrakty na zaprojektowanie i zbudowanie po dwóch myśliwców zdolnych do pionowego startu i lądowania. Chociaż w kontrakcie zapisane było zbudowanie dwóch egzemplarzy, obie ekipy zdołały wykonać po jednej sztuce – Lockheed XFV i Convair XFY potocznie nazwanego „Pogo”.

## Testy

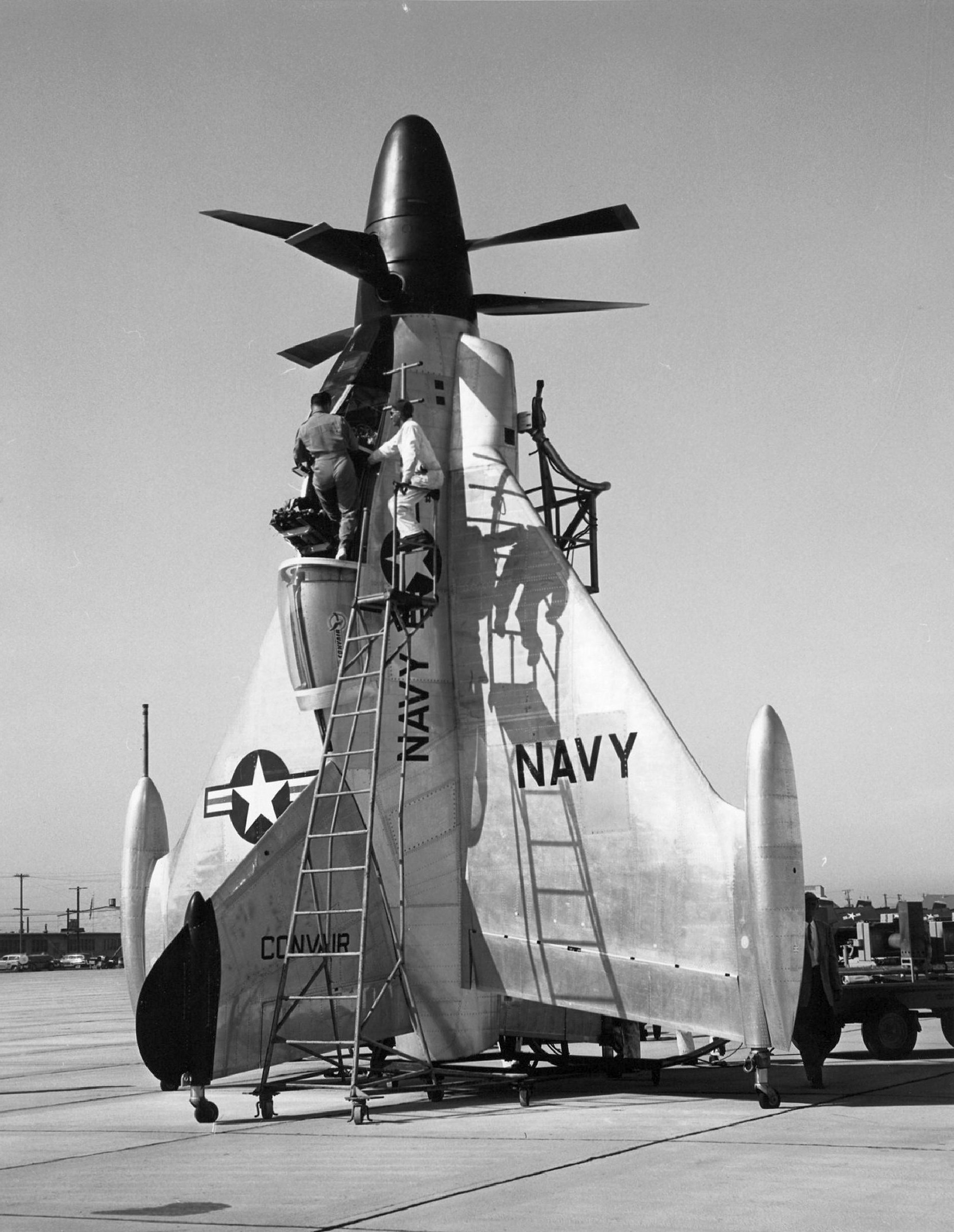
Pilot XFY-1 musiał wsiadać do samolotu za pomocą drabiny

29 kwietnia 1954 pilot testowy Convair podporucznik James F. Coleman wykonał pierwszy lot tym samolotem. Na początku latano ze specjalną zacumowaną liną, która miała zapobiec utracie kontroli nad samolotem. Pierwszy swobodny lot odbył się 2 listopada 1954. Podczas kolejnych lotów zostały wykryte wady konstrukcyjne. Z powodu braku hamulców aerodynamicznych Pogo miał poważne problemy ze skutecznym wytracaniem prędkości. Kolejnym problemem było lądowanie. Niedogodna pozycja pilota nie pozwalała mu w pełni kontrolować samolotu podczas podchodzenia do lądowania. Z powodu tych trudności dalsze prace nad projektem zostały wstrzymane. Convair wrócił do projektu i kolejny test odbył się 19 maja 1955 roku. Jego wyniki daleko odbiegały od oczekiwanych w wyniku czego 1 sierpnia tegoż roku projekt został oficjalnie zamknięty. Pogo odbył ostatni lot w listopadzie 1956 roku.
Chociaż Pogo mógłby być uznany za porażkę z powodu niedoprowadzenia konstrukcji do używalności, doświadczenie zebrane podczas jego budowy okazało się być bardzo pomocne przy konstruowaniu kolejnych samolotów pionowego startu i lądowania takich jak Hawker Siddeley Harrier. Jedyny wyprodukowany egzemplarz XFY został przeniesiony w 1973 do muzeum w Silverhill, Maryland.